# Li Wenliang
Li Wenliang (chinesisch 李文亮, Pinyin Lǐ Wénliàng, Jyutping Lei5 Man4loeng6; * 12. Oktober 1986 in Beizhen; † 6. Februar 2020 in Wuhan) war ein chinesischer Augenarzt in der Stadt Wuhan.
Li wurde bekannt, weil er schon 2019 die Gefahren der durch die neue Coronavirusvariante SARS-CoV-2 verursachten Lungenentzündung COVID-19 erkannte und am 30. Dezember 2019 seine ärztlichen Kollegen davor warnte. Er wurde dafür von den chinesischen Behörden wegen „Verbreitung von Gerüchten“ gemaßregelt. Li erkrankte im Januar 2020 an einer Lungenentzündung und starb daran im Alter von 33 Jahren.

## Biografie
Li wurde in Beizhen in der Provinz Liaoning geboren und studierte ab 2004 sieben Jahre Medizin an der Universität Wuhan, wo er als Arzt approbiert wurde. Er spezialisierte sich auf Augenheilkunde und war zuletzt am Zentralkrankenhaus Wuhan tätig. Er war Mitglied der KP Chinas.

### Whistleblower der Coronavirus-Pneumonie 2019/2020

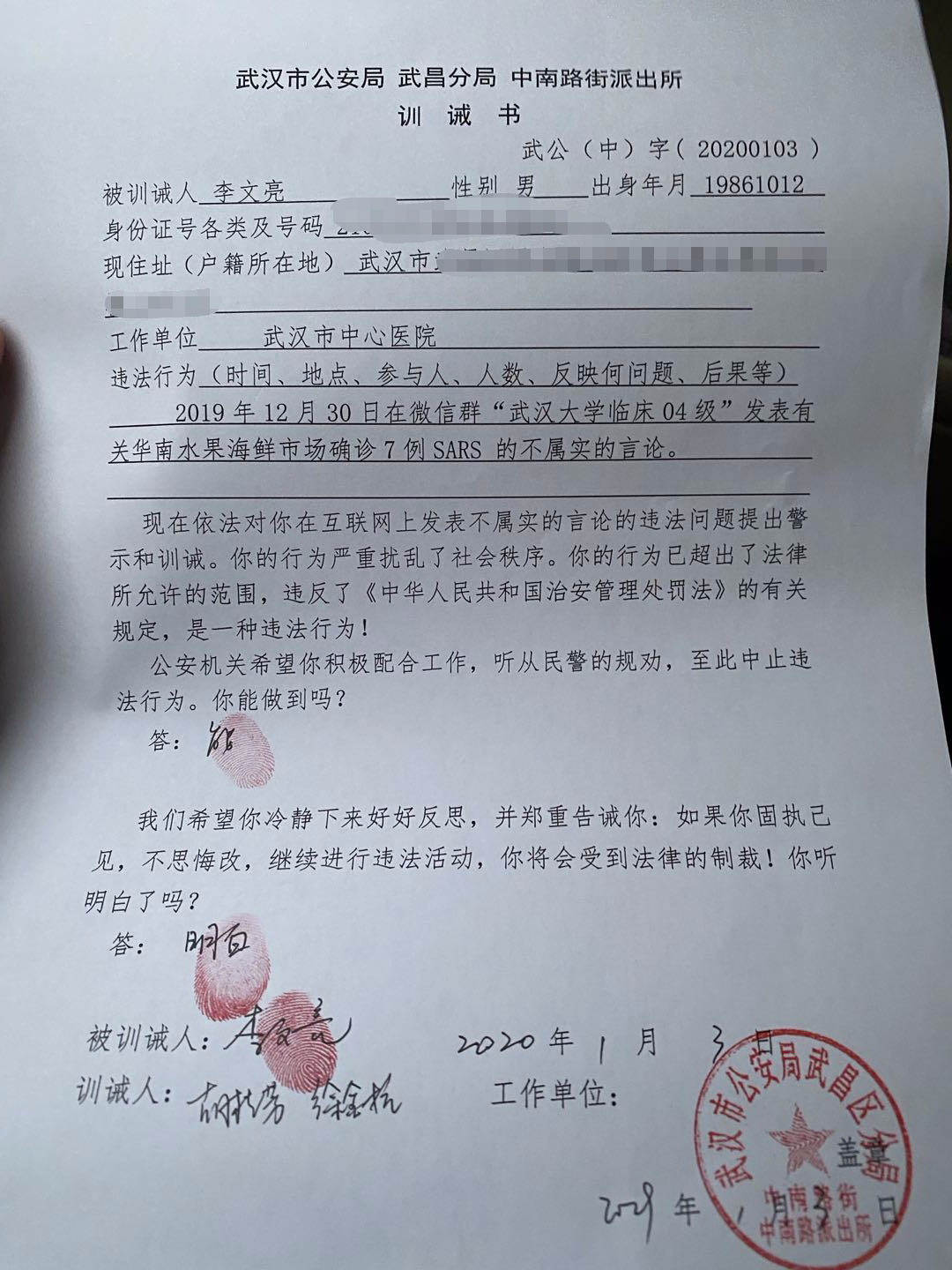
Die im Netz veröffentlichte, von der Polizei erzwungene Erklärung Li Wenliangs

Als Ende Dezember 2019 eine Serie von Lungenentzündungen in Wuhan auffällig wurde, informierte er am 30. Dezember 2019 in einer WeChat-Gruppe seine Arztkollegen über sieben Patienten, die mit Verdacht auf eine Infektion mit dem SARS-Virus im Zentralkrankenhaus Wuhan behandelt wurden. Damit erregte er den Unmut chinesischer Behörden, die unter anderem bestrebt waren, Panik in der Bevölkerung zu vermeiden. Die Gesundheitskommission der Stadt Wuhan gab am Tag von Lis Posting eine Anweisung heraus, wonach Informationen über die neuartige Lungenentzündung nur von autorisierten Personen an die Öffentlichkeit weitergegeben werden dürften. Bald trendete auf Weibo das Hashtag #WuhanSars, bis die Zensur dies unterband.
Am 1. Januar 2020 berichtete die staatliche Nachrichtenagentur Xinhua, dass acht Personen in Wuhan strafrechtlich belangt würden, weil sie Falschinformationen im Internet verbreitet hätten, was „negative soziale Folgen“ haben könne. In derselben Meldung wurde bekräftigt, dass es noch keine Anzeichen für eine Mensch-zu-Mensch-Übertragung der neuen Erkrankung oder eine Infektion des medizinischen Personals gebe. In der Nacht nach seinem Online-Posting wurde Li in das Sicherheitsbüro der Stadt Wuhan einbestellt. Dort wurde er genötigt, eine Erklärung zu unterschreiben, in der er beschuldigt wurde, „unwahre Behauptungen gemacht“ zu haben, die die „gesellschaftliche Ordnung ernsthaft gestört“ hätten. Das Schreiben endete mit der Feststellung: „Wir wünschen, dass Sie sich beruhigen und sorgfältig nachdenken, und möchten Sie ernsthaft warnen: Wenn Sie weiter halsstarrig bleiben, Ihre Vergehen nicht bedauern und mit diesen illegalen Aktivitäten fortfahren, werden Sie strafrechtlich zur Rechenschaft gezogen werden – haben Sie das verstanden?“ Li unterschrieb mit „Ich habe verstanden“ (明白,  míngbái – „verstanden“). Ende Januar veröffentlichte er eine Kopie des Schreibens auf der Internetplattform Weibo. Zu diesem Zeitpunkt hatten sich die Behörden öffentlich bei Li entschuldigt.

## Coronavirus-Infektion
Eine Woche nach der behördlichen Verwarnung zeigte Li Wenliang am 10. Januar 2020 erste Symptome. Er hatte sich am 8. Januar 2020 bei einer Patientin mit dem Coronavirus SARS-CoV-2 infiziert. Seine Eltern erkrankten ebenfalls. Auf Weibo beschrieb er seine Symptome. Es begann mit einem Husten, einen Tag später entwickelte er Fieber und weitere zwei Tage später musste er im Krankenhaus aufgenommen werden. Nach seinen Aussagen fielen mehrere Tests auf das neuartige Coronavirus negativ aus. Am 30. Januar 2020 meldete er schließlich, dass der Nukleinsäuretest positiv ausgefallen sei. Das Posting signierte er mit einem Emoji, das einen kleinen Hund mit zurückgerollten Augen und heraushängender Zunge zeigte. Mittlerweile hatte er zahllose Leser aus ganz China, die Tausende von unterstützenden Kommentaren abgaben.

## Tod und Würdigung der Lebensleistung
Am 6. Februar 2020 berichteten verschiedene chinesische Medien, dass Li gestorben sei. Wenig später gab es dann Berichte, dass er noch lebe, allerdings in einem kritischen Zustand sei und mittels ECMO behandelt werde. Wenige Stunden später folgte dann die endgültige Todesnachricht. Der Umgang der chinesischen Zensur mit der Todesnachricht und der öffentlichen Diskussion war ein Thema der internationalen Berichterstattung.
Li Wenliang erkannte drei Wochen vor der internationalen Anerkennung der COVID-19-Pandemie diese neue Erkrankung, als er feststellte, dass sieben Patienten offensichtlich zeitnah auf dem Huanan Seafood Wholesale Market von Wuhan von SARS-ähnlichen Viren angesteckt worden waren. Seine Wahrnehmung gründete sich allein auf der klinischen Beobachtung plausibler medizinischer Zusammenhänge ohne die Durchführung spezieller Labortests oder bildgebender Untersuchungen. Li Wenliang war seiner Ausbildung nach spezialisiert auf Augenheilkunde, aber diese Art von klinischer Beobachtung gehört zu den Grundfähigkeiten, die jeder Arzt unabhängig von seiner Spezialisierung haben sollte.
Im April 2020 wurde Li, neben 13 weiteren Personen (überwiegend Ärzten) von der chinesischen Regierung offiziell als „Märtyrer“ geehrt. Dies ist die höchste Ehre, die die chinesische Regierung zivilen Bürgern verleiht, die im Dienste der Volksrepublik sterben.
Zum ersten Todestag von Li Wenliang am 6. Februar 2021 würdigten tausende Chinesen den verstorbenen Arzt in Online-Netzwerken landesweit. Im Mai 2021 wurde Li posthum mit der Paracelsus-Medaille geehrt, der höchsten Auszeichnung der deutschen Ärzteschaft.

## Familie
Li hinterließ ein Kind und seine schwangere Frau. Als er erste Symptome zeigte, nahm er ein Hotelzimmer, um die Familie nicht anzustecken. Die Eltern von Li infizierten sich ebenfalls mit dem Coronavirus, überlebten die Infektion jedoch.